# José Mourinho
José Mário dos Santos Félix Mourinho, GOIH (udtales [ʒuˈzɛ moˈɾiɲu], født 26. januar 1963 i Setúbal) er en portugisisk fodboldmanager. Mourinho har i sin trænerkarriere været træner/manager for klubber som FC Porto, Chelsea F.C., Inter, Tottenham, Real Madrid, Manchester United og AS Roma.
Han er en af de mest vindende trænere/managere gennem tiderne og har vundet både pokaltitel og mesterskab i ligaerne i Portugal, Spanien, Italien og England og har vundet UEFA's tre europæiske turneringer, Champions League, Europa League og Conference League.
Inden sin tid som træner har han selv været professionel fodboldspiller.

## Historie
Mourinho, som er søn af den tidligere portugisiske landsholdsmålmand i fodbold Félix Mourinho, startede ud som fodboldspiller, men var utilfreds med sin spillerkarriere og lagde i stedet sin fokus på managerrollen. Efter at have arbejdet som assistenttræner samt ungdomstræner i starten af 1990'erne, blev Mourinho tolk for engelske Bobby Robson. Mourinho lærte meget fra veterantræneren og arbejdede med ham hos de portugisiske topklubber Sporting Clube de Portugal og FC Porto og spanske FC Barcelona.

## Træner
Han begyndte at fokusere på trænergerningen og havde korte men succesfulde perioder som træner for S.L. Benfica og U.D. Leiria.

### Porto
I 2002 vendte Mourinho tilbage til FC Porto, denne gang som cheftræner, hvor han kort tid efter vandt den portugisiske liga, pokalturnering og UEFA Cup i 2003. Mere succes fulgte i 2004, da Mourinho medvirkede til at føre holdet til toppen af ligaen for anden gang og vandt UEFA Champions League med klubben.

### Chelsea (2004-2007)
Mourinho flyttede til engelske Chelsea F.C. i juni 2004, og vandt to Premier League-titler i henholdsvis 2005 og 2006 sammen med en række andre nationale titler. Med skiftet til Chelsea blev han en af fodboldens bedst betalte trænere med en årlig løn på £4,2 millioner, hvilket blev hævet til £5,2 millioner i 2005. I forbindelse med en pressekonference ved klubskiftet, udtalte Mourinho "Please don't call me arrogant, but I'm European champion and I think I'm a special one", hvilket resulterede i at de engelske medier omtalte ham som "The Special One". Trods Mourinhos kontroverselle udtalelser i pressen, har hans sejre med Chelsea F.C. og FC Porto etableret ham som en af de velansete fodboldtrænere. Han blev afskediget hos Chelsea 20. september 2007 grundet uenighed med klubbens russiske ejer Roman Abramovich.

### Inter
I juni 2008 underskrev han en 3-årig kontrakt med den italienske Serie A-klub FC Internazionale Milano. I 2010 vandt han UEFA Champions League med klubben, efter en finalesejr på 2-0 over Bayern München. Umiddelbart efter kampen meddelte Mourinho at han forlod klubben.

## Manchester United
Det blev den 27. maj 2016 offentliggjort, at Jose Mourinho fra næste sæson ville tage over cheftrænerposten i Manchester United F.C. fra Louis van Gaal, som blev fyret den 23. maj, 48 timer efter sin første og eneste titel med Manchester United, som vandt F.A. Cuppen 21. maj 2016.
Mourinho havde i sin første sæson succes, idet United vandt FA Community Shield, ligacuppen og Europa League. I ligaen gik det dog ikke så godt og endte med en sjetteplads. Sæsonen efter opnåede Manchester United det højeste pointantal i ligaen siden tiden med Alex Ferguson, men 81 point rakte kun til en andenplads, idet bysbørnene fra Manchester City blev mestre med 100 point. Samtidig vandt United ingen trofæer i sæsonen 2017-18, og da klubben kort før jul igen blot lå på en sjetteplads og netop havde tabt 1-3 til topholdet Liverpool med 19 point op til denne klub, valgte klubbens ledelse af fyre Mourinho.